# Kuolinkari
Kuolinkari är en ö i Finland. Ordet kuolinkari avser antagligen att ön har varit begravningsplats eller på annat sätt relaterad till död. Ön ligger i Bottenhavet och kommunen Nystad i den ekonomiska regionen Nystadsregionen och landskapet Egentliga Finland, i den sydvästra delen av landet, 210 km väster om huvudstaden Helsingfors.
Öns area är 1,1 hektar och dess största längd är 170 meter i öst-västlig riktning.